# Lanton (Gironde)
Lanton település Franciaországban, Gironde megyében. Lakosainak száma 7315 fő (2022. január 1.). Lanton Audenge, Andernos-les-Bains, Arès, Saint-Jean-d’Illac és Le Temple községekkel határos.

## Népesség
A település népességének változása:
| Lakosok száma | 1567 | 2535 | 3734 | 5866 | 6569 | 6771 | 6912 | 7285 | 7273 | 7315 |
|               | 1968 | 1982 | 1990 | 2006 | 2013 | 2015 | 2017 | 2019 | 2020 | 2022 |